# 李惠芳 (1942年)
李惠芳（1942年10月—），女，汉族，湖北武汉人，中国民俗学家，曾任武汉大学中文系教授，中国民俗学会副理事长、顾问。